# Trioceros werneri
Trioceros werneri (лат.) — вид ящериц из семейства хамелеонов. Эндемичен для лесов на высоте 1700—2600 м в горах Восточного рифта Танзании. У взрослого самца есть три отдельных «рога», тогда как у самки нет или есть только один короткий рог на конце рыла. Как и многие (но не все) высокогорные виды Trioceros, самка T. weneri не откладывает яйца, а вместо этого рождает живых детенышей, обычно 15-20 за раз.

## Таксономия
Три длинных кольчатых рога у самца T. werneri делают его внешне похожим на Trioceros jacksonii и Trioceros johnstoni, а также в некоторой степени на короткорогого Trioceros fuelleborni и гладкорогого Trioceros oweni, но они не являются близкими родственниками.
Хотя в настоящее время T. weneri признан единым относительно широко распространенным видом, считается вероятным, что он представляет собой комплекс видов, и поэтому необходим таксономический обзор.